# 于玉立
于玉立（1561年—1620年），字中甫，號啓菴，直隸鎮江府金壇縣人，軍籍，明朝政治人物。

## 生平
萬曆十年（1582年）壬午科應天府鄉試第一百三十四名，萬曆十一年（1583年）癸未科會試第二百九名，登二甲第四十三名進士。工部觀政，次年授刑部主事，十七年升任員外郎，以敢言著稱。萬曆二十年（1592年）復除原职，二十一年升刑部雲南司署郎中，二十二年告病。二十七年補原职，于玉立上疏說皇帝“宠幸贵妃，宴逸无度”，被革職。三十一年補原职，妖書案發，在沈令誉私書中有于玉立与王士騏营谋起官手札，神宗怒其钻刺，將其革职为民。日後閒居金壇。居鄉期間與東林黨人有往來，不復出仕。萬曆四十八年六月卒，年六十，赠尚宝司卿。

## 家族
曾祖于湛，曾任都察院右副都御史  贈右都御史；祖父于未，貢士；父于明照，貢士。母虞氏。
有子于鑒之、于鑾、于鎏。于鑒之，字昭遠，钱谦益极爱其才，五十猶困场屋，不得志。偶作《雜感詩》云：萬事只如芳草暮，一生常比落花時。是年遂发病卒，士人咸惋惜之。于鎏，字昭美，玉立庶子，为明周冢宰馆甥，尝贻书语之曰：若一至京师，府判可立得。鎏谢去。妻早卒，检其箧中，得贷券累千金，悉焚之。生母徐氏年四十而寡，鎏晨夕奉甘旨，孝养具至，母年八十有三，四十馀载如一日。
孫雲石，字括蒼，顺治四年進士，授河内知县，顺治五年十二月姜瓖在大同起兵反清，整军向河内，會罗将軍從四川率军回，雲石單騎請援，击败姜军，河内得以保全。

## 其他
- 王跂《挽于中甫比部》

秋色招游绝素书，林亭烟霭正萧疏。
张衡未老玄谋歇，蔡衍才亡党禁除。
庭露半沾虫网破，隙光斜逗燕巢虚。
可能尽举平生好，惟有驴呜送鍈车。